# Оз (Верхние Альпы)
Оз (фр. Oze, окс. Auza) — коммуна во Франции, находится в регионе Прованс — Альпы — Лазурный Берег. Департамент коммуны — Верхние Альпы. Входит в состав кантона Вейн. Округ коммуны — Гап.
Код INSEE коммуны — 05099.

## Население
Население коммуны на 2008 год составляло 93 человека.
| 1962 | 1968 | 1975 | 1982 | 1990 | 1999 | 2008 |
| ---- | ---- | ---- | ---- | ---- | ---- | ---- |
| 40   | 60   | 54   | 67   | 58   | 65   | 93   |

## Экономика
В 2007 году среди 52 человек в трудоспособном возрасте (15—64 лет) 34 были экономически активными, 18 — неактивными (показатель активности — 65,4 %, в 1999 году было 66,7 %). Из 34 активных работали 32 человека (15 мужчин и 17 женщин), безработных было 2 (1 мужчина и 1 женщина). Среди 18 неактивных 3 человека были учениками или студентами, 11 — пенсионерами, 4 были неактивными по другим причинам.